# Igazságos világba vetett hit
Az igazságos világba vetett hit olyan kognitív torzítás, mely szerint az emberi cselekvések végül morálisan igazságos és megfelelő konzekvenciákat eredményeznek, lehetővé téve, hogy a nemes és becstelen cselekedetek méltó jutalmat és büntetést vonjanak maguk után. Más szavakkal, az igazságos világba vetett hit olyan tendencia, mely szerint konzekvenciákat tulajdonítunk vagy várunk el egy meghatározatlan hatalomtól, mely a morális egyensúly megóvásáért felelős. A torzítás ennek eredményeképpen (gyakran akaratlanul) egy olyan felsőbb hatalom létezését feltételezi, mely valamilyen kozmikus igazság, érdem, stabilitás és rend fenntartásáért felelős az univerzumban.
A torzítás gyakran fellelhető a nyelvhasználat során is, különböző beszédfordulatokban: „Azt kapta, amit megérdemelt.”, „Ami felmegy, le is jön.”, „Úgy aratsz, amint vetsz.”. Az 1960-as évektől, Melvin J. Lerner(en) vitaindító munkája óta a torzítás ezen jellegzetességét több szociálpszichológus tanulmányozta. Az igazságos világgal kapcsolatos hiedelmek önmagát beteljesítő erejét azóta is vizsgálják, próbálják tisztázni a különböző szituációk és kultúrák közötti különbségeket, és megérteni az elméleti hátterét.

## Eredet
Az igazságos világba vetett hit jelenségét sok filozófus és társadalomtudós vizsgálta, de Melvin Lerner munkája helyezte csak azt a szociálpszichológiai kutatás középpontjába.

## Melvin Lerner
Melvin Lerner igazság hiedelmeket tanulmányozott, illetve az igazságos világba vetett hitet a negatív szociális interakciók tükrében vizsgálta. Munkáját Stanley Milgram engedelmesség-tanulmányai kiegészítésének tekintette. Választ keresett arra, hogy a kegyetlen, szenvedést okozó diktatúrák hogyan tudják fenntartani a támogatottságot és a bennük élő emberek hogyan fogadják el a szociális normákat és törvényeket, melyek nyomorúságot és szenvedést eredményeznek számukra.
Lerner érdeklődését az keltette fel, hogy többször volt szemtanúja olyan helyzeteknek, ahol a megfigyelők az áldozatokat okolták saját szenvedésükért. Pszichológusi klinikai gyakorlata alatt mentális betegek kezelését figyelte meg olyan egészségügyi alkalmazottakkal, akiket ugyan melegszívű, iskolázott embereknek ismert, mégis a betegeket okolták rossz sorsukért. Szintén meglepte, amikor diákjai lekicsinylően nyilatkoztak a szegényekről, teljesen figyelmen kívül hagyva a rendszert, mely hozzájárul a szegénységükhöz.
Egyik kutatásában, melyben díjazottakat figyelt meg, azt találta, hogy mikor két személyt random mód választottak ki egy elvégzett feladat megjutalmazására, a megfigyelők értékelése sokkal pozitívabb volt a véletlenszerűen díjazott személyről, mint a nem díjazottról. A létező szociálpszichológiai elméletek, köztük a kognitív disszonancia nem magyarázták teljesen ezt a jelenséget. A megfigyelt jelenség okaink megértése ösztönözte Lernert az első kísérletek elvégzésére a témában.

## Korai bizonyítékok
1966-ban Lerner és munkatársai egy kísérletsorozatot kezdtek el, melyben sokk paradigmát használtak a viktimizációt megfigyelők reakcióinak vizsgálatára. Az első ilyen kísérletben, melyet a kansasi egyetemen hajtottak végre, 72 női résztvevőt kértek arra, hogy nézzék végig, amint egy szövetséges különböző feltételek mellett elektro-sokkot kap. Kezdetben a kísérleti alanyok szomorúak voltak a szövetséges szenvedése láttán. Azonban, ahogy a szenvedések folytatódtak, a megfigyelők pedig továbbra is tehetetlenek voltak közbeavatkozni, elkezdtek negatívan beszélni az áldozatról. Minél nagyobb volt a sokk mértéke, annál negatívabb volt a hangvétel. Mindazonáltal, amikor a résztvevőknek azt mondták, az áldozat megfelelő kompenzációban fog részesülni a szenvedéseiért, nem nyilatkoztak róla negatívan. Lerner és munkatársai, csak úgy mint más kutatók, megismételték ezeket az eredményeket későbbi kutatásokban is.

## Elmélet
Hogy megmagyarázza ezeket az eredményeket, Lerner feltételezte egy igazságos világba vetett hit létezését. Egy igazságos világ olyan, melyben a cselekvéseknek és körülményeknek megjósolható, megfelelő következményei vannak. Ezek a cselekvések és körülmények jellemzően az egyének viselkedései és tulajdonságai. A speciális körülmények, melyek bizonyos konzekvenciákkal járnak, szociálisan meghatározottak az adott társadalom normái és ideológiái által. Lerner funkcionálisan adaptívnak állítja be az igazságos világba vetett hitet: fenntartja a hiedelmet, miszerint az egyén megjósolható módon tudja befolyásolni a körülötte levő világot. Ez egyfajta „szerződésként” funkcionál a világgal viselkedésünk következményeire nézve. Emellett lehetővé teszi, hogy tudjunk tervezni és elkötelezzük magunkat hatékony, célorientált viselkedések iránt. Lerner eredményeit és teoretikus munkáját az 1980-ban megjelent The Belief in a Just World: A Fundamental Delusion című tanulmányában foglalja össze.
Lerner azt feltételezte, hogy a hiedelem nagyon fontos az emberek számára saját pszichikai jóllétük fenntartásában. Mindazonáltal az embereknek nap mint nap kell azzal a ténnyel szembesülniük, hogy a világ nem igazságos: emberek milliói szenvednek minden ok nélkül. Lerner szerint bizonyos stratégiákat alkalmazunk arra, hogy minimalizáljuk az igazságos világba vetett hitünket fenyegető állításokat. Ezek a stratégiák lehetnek akár racionálisak, akár irracionálisak. Racionális lehet az igazságtalanság realitásának elfogadása, ezzel próbálva megelőzni vagy helyreállítani azt; illetve saját korlátaink elfogadása. A nem racionális stratégiák közé tartozik a tagadás és a visszavonulás, valamint az esemény újraértelmezése.
Van néhány tipikus mód, melyek szerint az emberek újraértelmeznek egy eseményt, hogy ezáltal az beleilleszthető legyen az igazságos világba vetett hitrendszerükbe. Az egyik ezek közül újraértelmezi a kimenetet, az okot és/vagy az áldozat személyiségét. Amikor ártatlanok igazságtalan szenvedését látjuk, az egyik legmeghatározóbb módja egy eseményészlelés újraértelmezésének, ha a szenvedés áldozatát felelőssé tesszük szenvedéséért. Pontosabban a megfigyelők az áldozatok viselkedését vagy személyiségjegyeit okolják a történtekért.
Ezen gondolkodásmód egy mellékhatása, hogy az egyének általa kevesebb személyes sérülékenységet érzékelnek, mert úgy hiszik, ők semmi olyat nem tesznek vagy tettek, ami negatív kimenetelt eredményezne. Ez szorosan kapcsolódik a szociálpszichológusok által megfigyelt alapvető attribúciós hibához.

## Alternatívák

### Bűntudatcsökkentés
Az igazságos világba vetett hit feltevésének egyik alternatív magyarázata szerint az áldozat szerepének felnagyítása saját bűntudatunk csökkentését eredményezi. A megfigyelők felelősnek vagy bűnösnek érezhetik magukat, ha maguk is részesei a helyzetnek, kísérletnek. Annak érdekében, hogy saját bűntudatukat csökkentsék, leértékelik az áldozatot. Lerner és munkatársai szerint azonban nincs adekvát bizonyíték erre. Egyik tanulmányukban azt találták, az áldozat leértékelése olyan esetekben is megtörtént, amikor a megfigyelők nem voltak részesei a kísérletnek, ezáltal nem kellett volna bűntudatot érezniük.